# Protonemura alticola
Protonemura alticola is een steenvlieg uit de familie beeksteenvliegen (Nemouridae). De wetenschappelijke naam van de soort is voor het eerst geldig gepubliceerd in 1958 door Zhiltzova.